# Project One

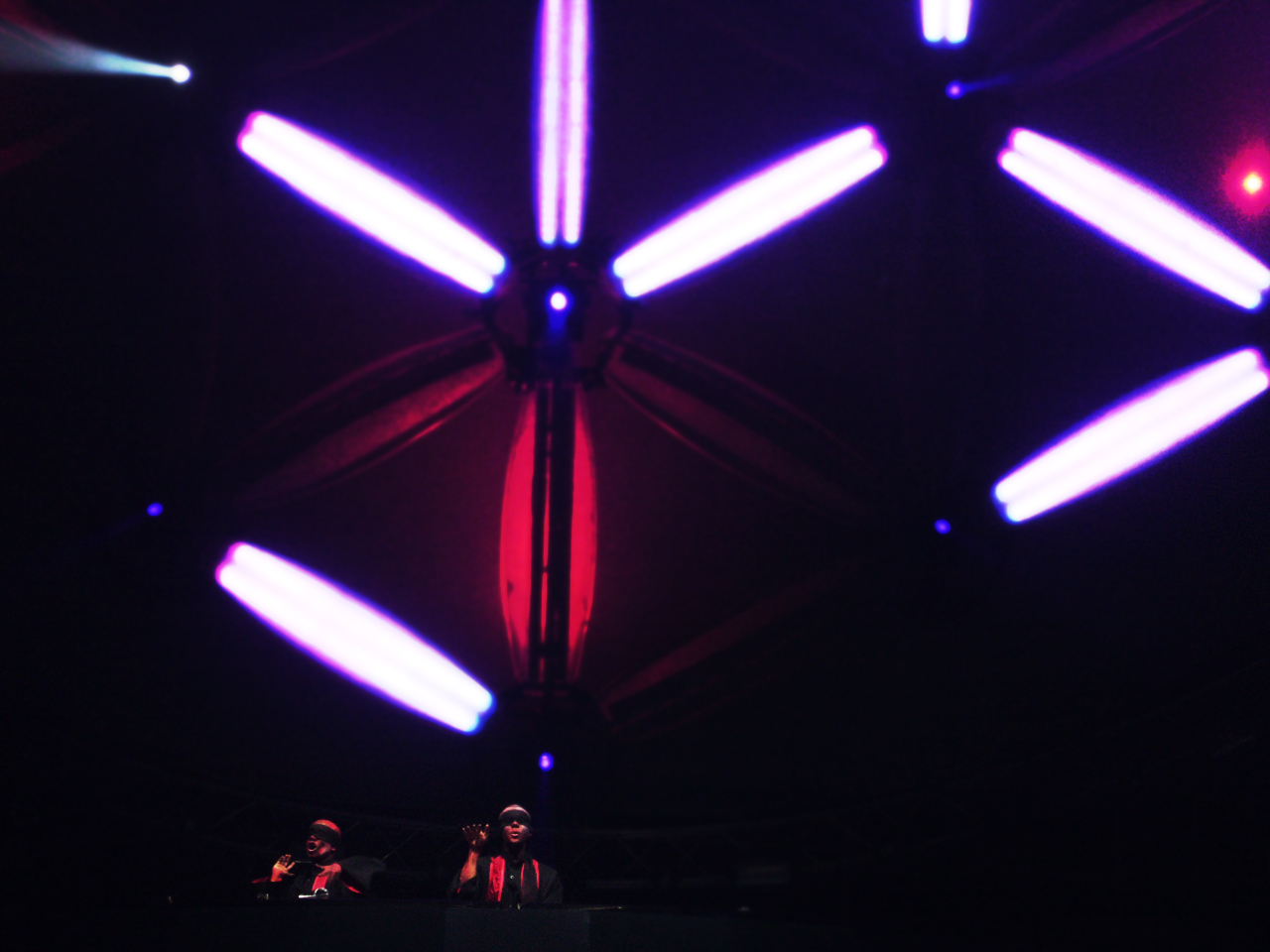
Project One på Qlimax 2008.

Project One var ett musikprojekt skapat 2008 av de två nederländska hardstyleproducenterna Headhunterz (Willem Rebergen) och Wildstylez (Joram Metekohy). Under tre månaders tid arbetade de tillsammans för att producera albumet Headhunterz & Wildstylez Present: Project One – The Album.
De två har samarbetat flera gånger sedan dess, såväl under namnet Project One som under sina vanliga artistnamn.

## Project One – The Album
Albumet gavs ut i juli 2008 på skivbolaget Cloud 9 Music. Sex sampelalbum med två låtar på vardera gavs ut senare under samma år på Scantraxx Reloaded. 2009 gavs dessutom en vinylsingel ut med två av låtarna remixade.

### Låtförteckning
Samtliga låtar är producerade av Willem Rebergen och Joram Metekohy.
1. Prelude (1.07)
2. Life Beyond Earth (4.09)
3. The World Is Yours (3.42)
4. Fantasy or Reality (5.42)
5. Best of Both Worlds (4.38)
6. Numbers (3.55)
7. Halfway There (3.40)
8. The Story Unfolds (4.38)
9. The Art of Creation (4.01)
10. It's A Sine (4.17)
11. Rate Reducer (5.06)
12. Raiders of the Sun (4.37)
13. The Zero Hour (5.30)

## EP I
Denna EP gavs ut år 2017 efter att dess fyra låtar hade presenterats under Project One's liveset på Qlimax 2016.

### Låtförteckning
1. Luminosity (3:16)
2. One Without A Second (4:00)
3. It's An Edit (4:34)
4. Project 1 – Sound Rush Remix (4:03)

## Defqon.1 2018
Project One producerade Maximum Force (Defqon.1 Anthem 2018) för 2018 års upplaga av Defqon.1.